# Partia Chrześcijańska (Wielka Brytania)
Partia Chrześcijańska (ang. Christian Party) – brytyjska prawicowa partia polityczna o ideologii chrześcijańskiej, której przewodniczącym jest George Hargreaves. Założona w 2005 roku i wywodząca się z powstałej rok wcześniej organizacji Operation Christian Vote, partia działa w Anglii, Szkocji (jako Szkocka Partia Chrześcijańska – Scottish Christian Party) oraz Walii (jako Walijska Partia Chrześcijańska – Welsh Christian Party).

## Program
Główne postulaty głoszone przez Partię Chrześcijańską:
- program "zera tolerancji" dla posiadania narkotyków;
- przywrócenie możliwości stosowania kar cielesnych przez nauczycieli dla utrzymania dyscypliny;
- ustanowienie obowiązkowych lekcji religii chrześcijańskiej w szkołach;
- zapewnienie równoważnego przedstawiania w szkołach kreacjonistycznej koncepcji powstania świata i teorii ewolucji;
- ograniczenie edukacji seksualnej w szkołach tylko do uczniów, których rodzice wyrażą na nią zgodę;
- promowanie w szkołach czystości przedmałżeńskiej i wierności małżeńskiej;
- zakończenie promocji i nauczania w szkołach o homoseksualizmie jako akceptowalnej formie zachowań;
- całkowity zakaz aborcji i eutanazji;
- zwiększenie znaczenia niedzieli jako dnia wolnego od pracy;
- ustanowienie obowiązkowego udziału w wyborach;
- ograniczenie praw imigrantów z Unii Europejskiej do tych, przysługujących obecnie mieszkańcom Wspólnoty Narodów i zaostrzenie kontroli granicznych;
- zastąpienie używanej obecnie flagi Walii (czerwony smok na biało-zielonym tle) flagą św. Dawida (żółty krzyż na czarnym tle), ze względu na to, że czerwony smok, według Partii Chrześcijańskiej, symbolizuje diabła[2].

## Poparcie
Partia cieszy się znikomym poparciem. Podczas wyborów do parlamentu Szkocji w 2007 roku Partia Chrześcijańska otrzymała 4586 głosów (0,2%) w okręgach wyborczych oraz 26 575 głosów (1,3%) w regionach wyborczych, nie uzyskując żadnych miejsc w parlamencie. W przeprowadzonych równolegle wyborach do Walijskiego Zgromadzenia Narodowego na partię zagłosowało 8963 (0,9%) wyborców.
W 2009 roku, podczas brytyjskich wyborów do Parlamentu Europejskiego Partia Chrześcijańska wspólnie z partią Christian Peoples Alliance otrzymała 249 493 głosów (1,6%), również nie uzyskując żadnego mandatu. W wyborach do brytyjskiego parlamentu w 2010 roku na partię zagłosowało 18 623 (0,1%) wyborców.